# Fredrik Härén

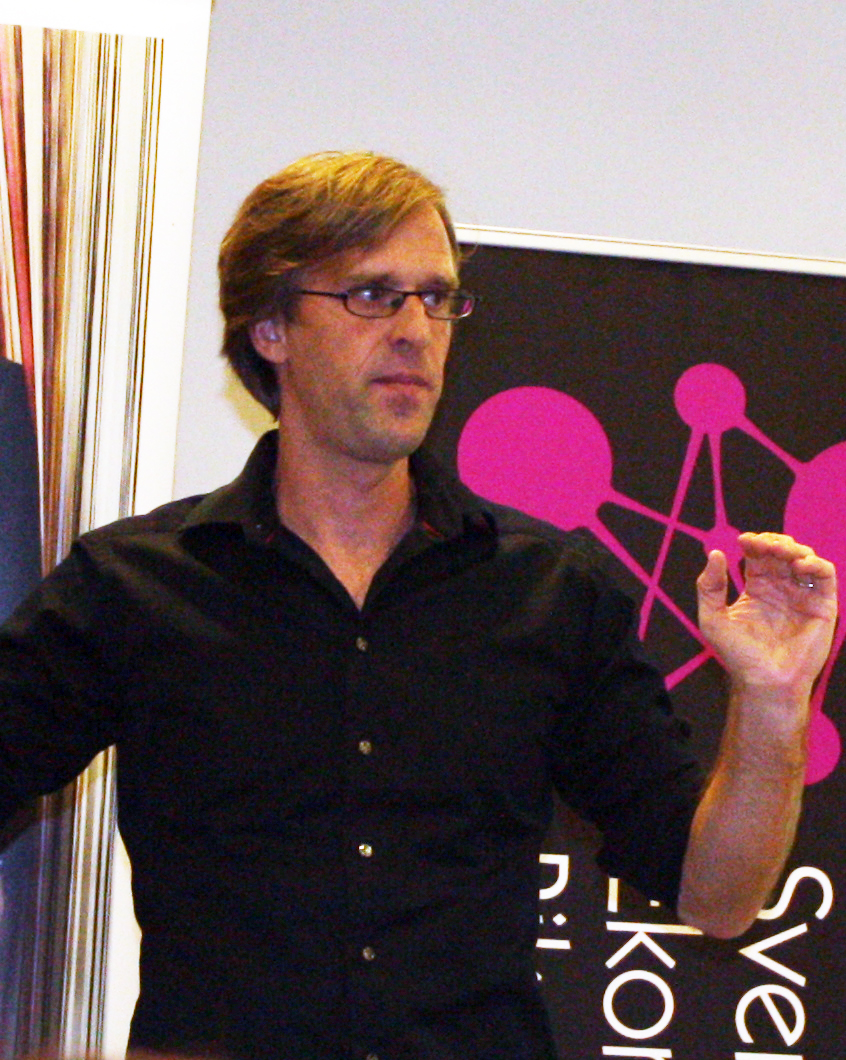
Fredrik Härén föreläser på S.E.R.O.-konferensen i Karlstad maj 2010

Fredrik Härén, född 1968, är en svensk författare och föreläsare inom ämnet kreativitet, vd[källa behövs] för idéföretaget interesting.org. Han är bosatt i Singapore och på en egen ö i Stockholms skärgård. Han och hans tvillingbror Teo utsågs till årets talare år 2006 och 2007 av Eventakademin. Härén nominerades till årets entreprenör 2003 av tidningen Shortcut och arbetsgivareföreningen Företagarna. Den 25 juni 2008 sommarpratade han i Sveriges Radio P1. Han har skrivit ett antal böcker, bland annat Idébok (2002) och Idébok 2 (2004) som är två kombinerade böcker och anteckningsböcker vars syfte är att väcka kreativiteten. Idébok har sålt i fler än 200 000 exemplar och finns på fjorton språk.